# Эллипсоидальные координаты
Эллипсоидальные координаты — трёхмерная ортогональная система координат {\displaystyle (\lambda ,\mu ,\nu )}, являющаяся обобщением двумерной эллиптической системы координат. Данная система координат основана на использовании софокусных поверхностей второго порядка.

## Основные формулы
Декартовы координаты {\displaystyle (x,y,z)} получаются из эллипсоидальных координат {\displaystyle (\lambda ,\mu ,\nu )} при помощи уравнений
{\displaystyle x^{2}={\frac {\left(a^{2}+\lambda \right)\left(a^{2}+\mu \right)\left(a^{2}+\nu \right)}{\left(a^{2}-b^{2}\right)\left(a^{2}-c^{2}\right)}},}
{\displaystyle y^{2}={\frac {\left(b^{2}+\lambda \right)\left(b^{2}+\mu \right)\left(b^{2}+\nu \right)}{\left(b^{2}-a^{2}\right)\left(b^{2}-c^{2}\right)}},}
{\displaystyle z^{2}={\frac {\left(c^{2}+\lambda \right)\left(c^{2}+\mu \right)\left(c^{2}+\nu \right)}{\left(c^{2}-b^{2}\right)\left(c^{2}-a^{2}\right)}},}
при этом на координаты накладываются ограничения
{\displaystyle -\lambda <c^{2}<-\mu <b^{2}<-\nu <a^{2}.}
Поверхности с постоянной {\displaystyle \lambda } являются эллипсоидами:
{\displaystyle {\frac {x^{2}}{a^{2}+\lambda }}+{\frac {y^{2}}{b^{2}+\lambda }}+{\frac {z^{2}}{c^{2}+\lambda }}=1,}
Поверхности с постоянной {\displaystyle \mu } являются однополостными гиперболоидами
{\displaystyle {\frac {x^{2}}{a^{2}+\mu }}+{\frac {y^{2}}{b^{2}+\mu }}+{\frac {z^{2}}{c^{2}+\mu }}=1,}
поскольку последнее слагаемое отрицательно, а поверхности с постоянной {\displaystyle \nu } являются двуполостными гиперболоидами
{\displaystyle {\frac {x^{2}}{a^{2}+\nu }}+{\frac {y^{2}}{b^{2}+\nu }}+{\frac {z^{2}}{c^{2}+\nu }}=1,}
поскольку два последних слагаемых отрицательны.
При построении эллипсоидальных координат используются софокусные поверхности второго порядка.

## Масштабные множители и дифференциальные операторы
Для краткости в уравнениях ниже введём функцию
{\displaystyle S(\sigma )\ {\stackrel {\mathrm {def} }{=}}\ \left(a^{2}+\sigma \right)\left(b^{2}+\sigma \right)\left(c^{2}+\sigma \right),}
где {\displaystyle \sigma } может представлять любую из величин {\displaystyle (\lambda ,\mu ,\nu )}. Используя данную функцию, можем записать масштабные множители
{\displaystyle h_{\lambda }={\frac {1}{2}}{\sqrt {\frac {\left(\lambda -\mu \right)\left(\lambda -\nu \right)}{S(\lambda )}}},}
{\displaystyle h_{\mu }={\frac {1}{2}}{\sqrt {\frac {\left(\mu -\lambda \right)\left(\mu -\nu \right)}{S(\mu )}}},}
{\displaystyle h_{\nu }={\frac {1}{2}}{\sqrt {\frac {\left(\nu -\lambda \right)\left(\nu -\mu \right)}{S(\nu )}}}.}
Следовательно бесконечно малый элементарный объём запишется в виде
{\displaystyle dV={\frac {\left(\lambda -\mu \right)\left(\lambda -\nu \right)\left(\mu -\nu \right)}{8{\sqrt {-S(\lambda )S(\mu )S(\nu )}}}}\ d\lambda d\mu d\nu ,}
а лапласиан имеет вид
{\displaystyle \nabla ^{2}\Phi ={\frac {4{\sqrt {S(\lambda )}}}{\left(\lambda -\mu \right)\left(\lambda -\nu \right)}}{\frac {\partial }{\partial \lambda }}\left[{\sqrt {S(\lambda )}}{\frac {\partial \Phi }{\partial \lambda }}\right]\ +}
{\displaystyle +{\frac {4{\sqrt {S(\mu )}}}{\left(\mu -\lambda \right)\left(\mu -\nu \right)}}{\frac {\partial }{\partial \mu }}\left[{\sqrt {S(\mu )}}{\frac {\partial \Phi }{\partial \mu }}\right]\ +\ {\frac {4{\sqrt {S(\nu )}}}{\left(\nu -\lambda \right)\left(\nu -\mu \right)}}{\frac {\partial }{\partial \nu }}\left[{\sqrt {S(\nu )}}{\frac {\partial \Phi }{\partial \nu }}\right].}
Другие дифференциальные операторы, такие как {\displaystyle \nabla \cdot \mathbf {F} }
и {\displaystyle \nabla \times \mathbf {F} }, можно выразить в координатах {\displaystyle (\lambda ,\mu ,\nu )} путём подстановки масштабных множителей в общие формулы для ортогональных координат.